# Équipe de Tunisie de football à la Coupe d'Afrique des nations 2000
L'équipe de Tunisie de football participe à la coupe d'Afrique des nations 2000 organisée au Ghana et au Nigeria du 22 janvier au 13 février 2000. Elle termine à la quatrième place de la compétition.

## Qualifications
L'entraîneur italien Francesco Scoglio qualifie l'équipe pour la CAN 2000 après avoir vaincu l'Algérie, l'Ouganda et le Liberia.

## Équipe

### Effectif
Coach:  Francesco Scoglio
| N° | Pos. | Joueur            | Date de naissance     | Club             |
| -- | ---- | ----------------- | --------------------- | ---------------- |
| 1  | G    | Chokri El Ouaer   | 15 août 1966 (33)     | ES Tunis         |
| 2  | D    | Khaled Badra      | 8 avril 1973 (26)     | ES Tunis         |
| 3  | D    | Sami Trabelsi     | 4 février 1968 (32)   | CS Sfax          |
| 4  | D    | Mounir Boukadida  | 24 octobre 1967 (32)  | Waldhof Mannheim |
| 5  | D    | Hatem Trabelsi    | 25 janvier 1977 (23)  | CS Sfax          |
| 6  | M    | Bechir Mogaadi    | 11 avril 1978 (21)    | ES Sahel         |
| 7  | M    | Imed Mhadhbi      | 22 mars 1976 (23)     | ES Sahel         |
| 8  | M    | Zoubaier Baya     | 15 mai 1971 (28)      | SC Fribourg      |
| 9  | A    | Ali Zitouni       | 11 janvier 1981 (19)  | ES Tunis         |
| 10 | M    | Kaïs Ghodhbane    | 7 janvier 1976 (24)   | ES Sahel         |
| 11 | A    | Adel Sellimi      | 16 novembre 1972 (27) | SC Fribourg      |
| 12 | M    | Raouf Bouzaiene   | 16 août 1970 (29)     | Club africain    |
| 13 | M    | Riadh Bouazizi    | 8 avril 1973 (26)     | ES Sahel         |
| 14 | M    | Sirajeddine Chihi | 16 avril 1970 (29)    | ES Tunis         |
| 15 | D    | Radhi Jaïdi       | 30 août 1975 (24)     | ES Sahel         |
| 16 | G    | Radhouane Salhi   | 18 décembre 1967 (33) | ES Sahel         |
| 17 | D    | Tarek Thabet      | 16 août 1971 (28)     | ES Tunis         |
| 18 | A    | Maher Kanzari     | 17 mars 1973 (26)     | ES Tunis         |
| 19 | M    | Hassen Gabsi      | 23 février 1974 (25)  | ES Tunis         |
| 20 | A    | Ziad Jaziri       | 12 juillet 1978 (21)  | ES Sahel         |
| 21 | A    | Walid Azaiez      | 25 avril 1976 (23)    | ES Tunis         |
| 22 | G    | Naceur Bedoui     | 15 novembre 1964 (35) | CS Sfax          |

### Maillot
Pour la coupe d'Afrique des nations de football 2000, l'équipementier de l'équipe, Lotto, lui a confectionné un maillot spécifique pour la compétition.
| Couleurs | Blanc et rouge |
| Marque   | Lotto          |
| Domicile | Extérieur      |

## Compétition
La Tunisie se qualifie pour les quarts de finale de la compétition pour la troisième fois consécutive mais avec difficulté, après une défaite au premier tour contre le Nigeria, une victoire sur le Congo et un match nul face au Maroc ; l'équipe réussit à se qualifier pour la demi-finale en battant l'Égypte avant de s'incliner contre le Cameroun et de terminer la compétition à la quatrième place avec une défaite aux tirs au but contre l'Afrique du Sud.

### Phase de poules
| Place | Pays    | Pts | J | G | N | P | Buts + | Buts - | Diff. |
| 1er   | Nigeria | 7   | 3 | 2 | 1 | 0 | 6      | 2      | +4    |
| 2e    | Tunisie | 4   | 3 | 1 | 1 | 1 | 3      | 4      | -1    |
| 3e    | Maroc   | 4   | 3 | 1 | 1 | 1 | 1      | 2      | -1    |
| 4e    | Congo   | 1   | 3 | 0 | 1 | 2 | 0      | 2      | -2    |

| 23 janvier 2000 | Nigeria                         | 4 – 2 | Tunisie                | National Stadium, Lagos                     |                                             |
| 16:00           | Okocha 28e 58e · Ikpeba 71e 77e |       | 49e Sellimi · 90e Baya | Spectateurs : 80 000 Arbitrage : Alain Sars | Spectateurs : 80 000 Arbitrage : Alain Sars |

| 29 janvier 2000 | Tunisie | 0 – 0 | Maroc | National Stadium, Lagos                      |                                              |
| 16:00           |         |       |       | Spectateurs : 5 000 Arbitrage : Falla N'Doye | Spectateurs : 5 000 Arbitrage : Falla N'Doye |

| 3 février 2000 | Tunisie   | 1 – 0 | Congo | Sani Abacha Stadium (en), Kano               |                                              |
| 17:00          | Jaïdi 18e |       |       | Spectateurs : 12 000 Arbitrage : Ali Bujsaim | Spectateurs : 12 000 Arbitrage : Ali Bujsaim |

### Phase à élimination directe
| 7 février 2000 | Égypte | 0 – 1 | Tunisie          | Sani Abacha Stadium (en), Kano              |                                             |
| 16:00          |        |       | 22e (pen.) Badra | Spectateurs : 12 000 Arbitrage : Alain Sars | Spectateurs : 12 000 Arbitrage : Alain Sars |

| 10 février 2000 | Cameroun                  | 3 – 0 | Tunisie | Accra Sports Stadium, Accra                 |                                             |
| 18:30           | Mboma 49e 85e · Eto'o 81e |       |         | Spectateurs : 6 000 Arbitrage : Ali Bujsaim | Spectateurs : 6 000 Arbitrage : Ali Bujsaim |

| 12 février 2000 | Afrique du Sud                                              | 2 – 2 a. p.       | Tunisie                                              | Accra Sports Stadium, Accra                  |                                              |
| 16:00           | Bartlett 11e · Nomvethe 62e                                 |                   | 27e 89e Zitouni                                      | Spectateurs : 1 000 Arbitrage : Coffi Codjia | Spectateurs : 1 000 Arbitrage : Coffi Codjia |
| 16:00           | Nomvethe · Mkhalele · Tinkler · Bartlett · Moshoeu · Bapela | Tirs au but 4 – 3 | Chihi · Jaziri · Gabsi · Boukadida · Badra · Zitouni | Spectateurs : 1 000 Arbitrage : Coffi Codjia | Spectateurs : 1 000 Arbitrage : Coffi Codjia |

## Statistiques
2 buts   
- Ali Zitouni

1 but  
- Walid Azaiez
- Khaled Badra
- Radhi Jaïdi
- Adel Sellimi